# Champions Hockey League
Champions Hockey League (röviden CHL) egy európai jégkorongbajnokság, amit 2013-ban alapított a Nemzetközi Jégkorongszövetség. A bajnokságban 11 európai ligából összesen 24 csapat mérkőzik meg. A szervezet székhelye a svájci Zugban van.
Magyarországot eddig egyedül az osztrák ICE Hockey League-ben játszó Fehérvár AV19 képviselte a 2022–23-as bajnokságban, ahol a csoportjában 3. helyen végzett.

## Története
A Champions Hockey League elődjét ugyanazon néven a 2008–2009-es szezonban alapította a Nemzetközi Jégkorongszövetség a szövetség 100 éves évfordulójára. A bajnokság csak egy szezon erejéig működött pénzügyi és szervezési problémák miatt. A CHL a 2013-ban megszűnő European Trophyt váltotta fel.

### 2014–2015-ös szezon
A 2014–2015-ös szezont a Luleå HF nyerte a Frölunda HC legyőzésével.

### 2015–2016-os szezon
A 2015–2016-os szezont a Frölunda HC nyerte az Oulun Kärpät legyőzésével.

### 2016–2017-es szezon
A 2016–2017-es szezont a Frölunda HC nyerte a HC Sparta Praha legyőzésével.

### 2017–2018-as szezon
A 2017–2018-as szezont a JYP nyerte a Växjö Lakers legyőzésével.

### 2018–2019-es szezon
A 2018–2019-es szezont a Frölunda HC nyerte a EHC Red Bull München legyőzésével.

### 2019–2020-as szezon
A 2019–2020-as szezont a Frölunda HC nyerte a Mountfield HK legyőzésével.

### 2020–2021-es szezon
A 2020–2021-es szezon a Covid-19-járvány miatt törölve lett.

### 2021–2022-es szezon
A 2021–2022-es szezont a Rögle BK nyerte a Tappara legyőzésével.

### 2022–2023-as szezon
A 2022–2023-as szezont a Tappara nyerte a Luleå HF legyőzésével.

### 2023–2024-es szezon
A 2023–2024-es szezonban a bajnokságban részt vevők számát 24-re csökkentették. A bajnokságot legelső svájci csapatként a Genève-Servette HC nyerte meg a Skellefteå AIK legyőzésével.

## Lebonyolítás

### Csoportkörök
A csoportok a csapatok nemzeti bajnokságban elért helyezés és a bajnokságok rangsorolása alapján kerülnek kialakításra.

### Rájátszás

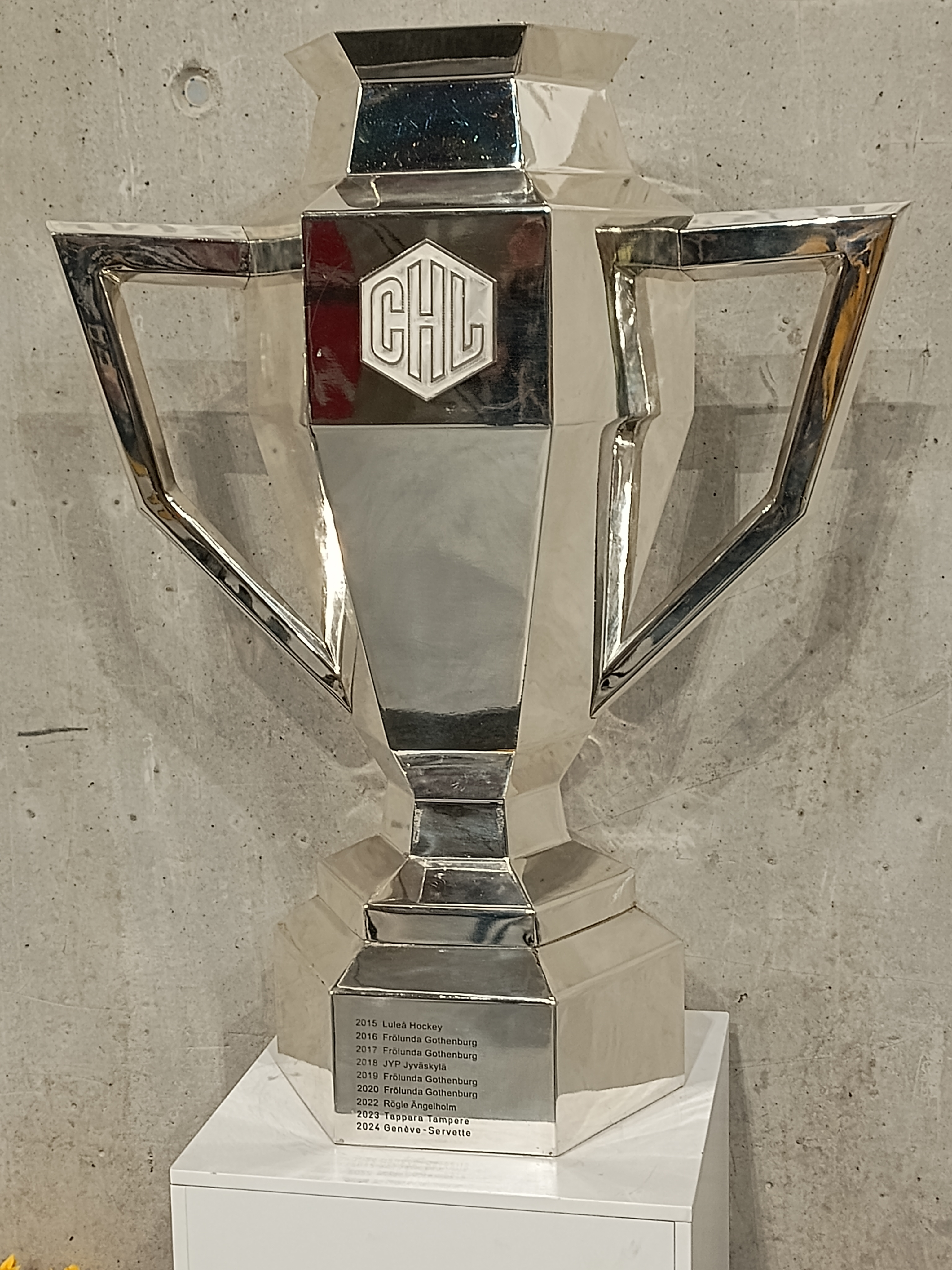
A 2024-es CHL-kupa

A rájátszásba a 16 legtöbb pontot szerző csapat jut be. A csapatok kétszer játszanak egymással, egyszer otthon és egyszer idegenben.

## Résztvevők
A bajnokságba való kvalifikálásnál az előző évi CHL-bajnok mellett a CHL alapítóligáikból 3-3 csapat juthat be, a másik 5 Challanger ligából pedig 1-1 csapat. A Challenger ligákat az európai bajnokságok közül a CHL statisztikáik alapján felállított rangsor alapján jelölik ki. A 2024-25-ös szezonban részt vevő ligák:
| Típus           | Helyezés | Ország             | Bajnokság               | Csapatok száma |
| --------------- | -------- | ------------------ | ----------------------- | -------------- |
| Alapítóliga     | 1.       | Svédország         | Svenska Hockeyligan     | 3              |
| Alapítóliga     | 2.       | Svájc              | National League         | 3              |
| Alapítóliga     | 3.       | Németország        | Deutsche Eishockey Liga | 3              |
| Alapítóliga     | 4.       | Finnország         | Liiga                   | 3              |
| Alapítóliga     | 5.       | Csehország         | Tipsport Extraliga      | 3              |
| Alapítóliga     | 6.       | Ausztria           | ICE Hockey League       | 3              |
| Challanger liga | 7.       | Egyesült Királyság | Elite Ice Hockey League | 1              |
| Challanger liga | 8.       | Franciaország      | Synerglace Ligue Magnus | 1              |
| Challanger liga | 9.       | Lengyelország      | Polska Hokej Liga       | 1              |
| Challanger liga | 10.      | Norvégia           | Fjordkraftligaen        | 1              |
| Challanger liga | 11.      | Dánia              | Metal Ligaen            | 1              |

## Szezonok
| Szezon  | Győztes                                           | Döntő végeredménye                                | Döntős                                            | Elődöntősök                                       |
| ------- | ------------------------------------------------- | ------------------------------------------------- | ------------------------------------------------- | ------------------------------------------------- |
| 2014–15 | Luleå HF                                          | 4–2                                               | Frölunda HC                                       | Oulun Kärpät, Skellefteå AIK                      |
| 2015–16 | Frölunda HC                                       | 2–1                                               | Oulun Kärpät                                      | HC Davos, Lukko                                   |
| 2016–17 | Frölunda HC                                       | 4–3 (OT)                                          | Sparta Praha                                      | HC Fribourg-Gottéron, Växjö Lakers                |
| 2017–18 | JYP                                               | 2–0                                               | Växjö Lakers                                      | HC Oceláři Třinec, Bílí Tygři Liberec             |
| 2018–19 | Frölunda HC                                       | 3–1                                               | EHC Red Bull München                              | HC Škoda Plzeň , EC Red Bull Salzburg             |
| 2019–20 | Frölunda HC                                       | 3–1                                               | Mountfield HK                                     | Djurgårdens IF, Luleå HF                          |
| 2020–21 | A bajnokság a Covid-19-járvány miatt törölve lett | A bajnokság a Covid-19-járvány miatt törölve lett | A bajnokság a Covid-19-járvány miatt törölve lett | A bajnokság a Covid-19-járvány miatt törölve lett |
| 2021–22 | Rögle BK                                          | 2–1                                               | Tappara                                           | Frölunda HC, EHC Red Bull München                 |
| 2022–23 | Tappara                                           | 3–2                                               | Luleå HF                                          | EV Zug, Frölunda HC                               |
| 2023–24 | Genève-Servette HC                                | 3–2                                               | Skellefteå AIK                                    | HC Vítkovice Ridera, Lukko                        |
| 2024–25 | ZSC Lions                                         | 2–1                                               | Färjestad BK                                      | Genève-Servette HC, Sparta Praha                  |

### Országok szerint
| Ország      | Bajnokok | Döntősök |
| ----------- | -------- | -------- |
| Svédország  | 6        | 4        |
| Finnország  | 2        | 2        |
| Svájc       | 2        | 0        |
| Csehország  | 0        | 2        |
| Németország | 0        | 1        |

## Közvetítés
Magyarországon a CHL mérkőzéseit a Sport TV közvetíti. A CHL hivatalos közvetítéseit YouTube-on keresztül lehet nézni.